# 수원역 환승센터
수원역 환승센터는 경기도 수원시 권선구 서둔동에 있는 시내버스 환승센터로, 수원역의 서쪽에 위치한다. 수원역 환승센터는 수원역 동쪽 광장에 밀집된 버스 및 택시 정류장을 분산하기 위해 설치되었다. 지상 2층, 지하 1층에 연면적은 23,377 m2이다. 2014년 7월에 착공하였으며, 2017년 6월 16일에 개장하였다. 2017년 6월 19일과 7월 3일 두 차례에 걸친 노선 변경을 통해 수원역 동쪽에 정차하던 기존 노선 중 고색동과 오목천동, 화성시 방향으로 가는 노선은 수원역 환승센터를 경유하게 되었다.

## 구조
지하 1층, 지상 2층으로 구성되어 있으며, 지상 1층에는 택시 및 승용차 승차장, 지상 2층에는 버스 승차장이 있다. 지상 2층과 지하 1층에는 수원역으로 가는 연결 통로가 있다. 특히, 지상 2층의 연결 통로를 이용하면 수원 AK플라자와 롯데몰 수원점으로 바로 이동할 수 있다.

### 버스 승차장
| 승강장 번호 | 노선   | 행선지                                         |
| ----------- | ------ | ---------------------------------------------- |
| 1           | 35     | 향남1지구, 봉담                                |
| 1           | 38     | 향남1지구, 봉담                                |
| 1           | 16-1   | 내리, 봉담                                     |
| 1           | 999    | 수원역(종점)                                   |
| 1           | 32-3   | 향남1지구, 향남2지구, 봉담                     |
| 1           | 32-4   | 향남2지구, 상신리, 봉담                        |
| 1           | 32-5   | 정남, 문학리, 봉담                             |
| 1           | 39     | 팔탄, 발안, 향남, 봉담                         |
| 1           | 51     | 평동, 수원여대                                 |
| 2,3         | 16     | 하저리, 봉담 , 고색동                          |
| 3           | 46     | 봉담 와우리(수원대), 병점, 오산                |
| 3           | 700-2  | 봉담 와우리(수원대)                            |
| 4           | 22     | 수원역(광장), 성빈센트병원, 연화장             |
| 4           | 1004   | 제부도입구                                     |
| 4           | 1004-1 | 전곡항, 탄도                                   |
| 4           | 2000   | 팔탄, 석포산업단지                             |
| 5           | 50-2   | 삼화리, 남전리                                 |
| 5           | 50-3   | 덕고개                                         |
| 5           | 50-4   | 쌍학리                                         |
| 5           | 50-5   | 창곡리, 청요리                                 |
| 5           | 50-6   | 원리                                           |
| 5           | 999    | 화성시청, 현대기아연구소                       |
| 6           | 400    | 궁평항                                         |
| 6           | 400-4  | 화성바이오밸리                                 |
| 7           | 700-2  | 수지, 미금역, 오리역                           |
| 8           | 30     | 화서역, 파장동                                 |
| 8           | 30-1   | 화서역, 파장동                                 |
| 9           | 42     | 화서역, 파장동                                 |
| 10          | 11-1   | 호매실, 당수동 (→ 수원역, 아주대, 곡반정동)    |
| 10          | 27-2   | 호매실, 권선꿈에그린A                          |
| 10          | 27-6   | 수원산업단지, 권선꿈에그린A                    |
| 10          | 123    | 수원산업단지, 오목천동                         |
| 11          | 6-1    | 봉담 와우리, 봉담 1지구, 기안동                |
| 11          | 6-3    | 봉담 와우리(수원대), 배양동, 정남 (수원과학대) |
| 11          | 31     | 봉담1지구, 협성대, 장안대                      |
| 11          | 31-1   | 봉담1지구, 봉담2지구, 분천리, 장안대           |
| 11          | 31-2   | 봉담1지구, 수원과학대                          |
| 11          | 31-3   | 봉담1지구                                      |
| 12          | 30     | 봉담1지구, 봉담 와우리(수원대)                 |
| 12          | 30-1   | 봉담1지구, 봉담 와우리(수원대)                 |
| 12          | 42     | 봉담 수영리 우방아이유쉘 · 신창아파트          |

## 같이 보기
- 수원역
- 수원역시외버스정류장